# Cecilia Wallin (författare)
Cecilia Wallin, född 28 augusti 1972, är en svensk författare. 
Hon debuterade 2006 med den egenutgivna romanen Som du. Romanen porträtterar en femtonårig flicka som förlorat en vän i en bilolycka. Läsaren får följa hur den i livet lämnade vännen hanterar sin sorg. Folkbladets recensent Margareta Sarring menade att romanen var " en bok som skiljer ut sig från det stora flödet av böcker som ges ut." Expressens Ulf Olsson var också positiv i sin recension och kallade romanen för "ett fynd". Efter synpunkter på romanens trevande inledning menade Olsson att den växte fram till en "egenartad skönhet".

### Fotnoter
1. ↑  Sarring, Margareta (17 januari 2011). ”Avskalat om sorg”. Folkbladet. Arkiverad från originalet den 18 april 2013. https://archive.today/20130418125407/http://www.folkbladet.se/nyheter/default.aspx?ArticleID=2679671. Läst 9 december 2012.
2. ↑  Olsson, Ulf (11 november 2006). ”Döden får nytt liv”. Expressen. http://www.expressen.se/kultur/bocker/doden-far-nytt-liv/. Läst 9 december 2012.